# نور دبي
نور دبي هي قناة فضائية إماراتية حكومية تابعة لمجموعة تلفزيون دبي المملوكة من قبل مؤسسة دبي للإعلام، وتبث من دبي. بدأت في بث برامجها في يوم الاثنين 1 سبتمبر 2008 والذي صادف 1 رمضان 1429هـ. وهذه القناة ما هي إلا امتداد لإذاعة نور دبي التي انطلقت في عام 2006.
تهدف القناة بحسب عبد اللطيف الصايغ المدير التنفيذي للمجموعة العربية المشرفة على القناة إلى تكريس القيم الاجتماعية والإنسانية والدينية في الإمارات والوطن العربي. وتتبع برامج القناة النهج الديني المعتدل في برامجها وتتعمق في قضايا المجتمع وإيجاد حلول لها، من خلال إذاعة الأناشيد الدينية لمنشدين عرب وإماراتيين، وتقديم برامج عن الصحابة والشخصيات الدينية المؤثرة.

## وصلات خارجية
- الموقع الرسمي للمؤسسة
- الموقع الرسمي لتلفزيون دبي